# فريديريك أدجيوانو
فريديريك أدجيوانو (بالفرنسية: Frédéric Adjiwanou)‏ مواليد 17 يوليو 1980 في فرنسا، هو لاعب كرة سلة فرنسي. بدأ مسيرته الاحترافية في سنة 1998. يبلغ طوله 6 قدم 8.5 بوصة (2.0 م).

## المسيرة الاحترافية
لعب مع ليموج سي إس بي في الدوري الفرنسي من سنة 1998 إلى 2000، ثم لعب مع ريمس شمبانيا في موسم 2005–2006، ثم لعب مع لو مان سارت باسكت في الدوري الفرنسي في موسم 2006–2007، ثم لعب مع أورليان لواريت من سنة 2007 إلى 2009، ثم لعب مع جاي دي أيه ديجون في الدوري الفرنسي في موسم 2009–2010.

## روابط خارجية
- فريديريك أدجيوانو على موقع الدوري الأوروبي لكرة السلة (الإنجليزية)
- فريديريك أدجيوانو على موقع كرة السلة الأوروبية.كوم (الإنجليزية)
- فريديريك أدجيوانو على موقع كلية كرة السلة في سبورتس رفرنس.كوم (الإنجليزية)
- فريديريك أدجيوانو على موقع ريلجم (الإنجليزية)
- فريديريك أدجيوانو على موقع بروبوليرز (الإنجليزية)
- فريديريك أدجيوانو على موقع سبورتس رفرنس (الإنجليزية)